# Mullet Pond
Mullet Pond is een beschermd natuurgebied in Lowlands op het eiland Sint Maarten. Het is een semi-afgesloten meer in de Simpsonbaailagune met rustig ondiep water. 70% van de mangrovebossen van het Nederlandse deel bevinden zich in Mullet Pond. Sinds 2014 is het beschermd als een Ramsargebied.

## Overzicht
De Simpsonbaailagune was rijk aan mangrovebossen, maar door het massatoerisme en projectontwikkelaars zijn de bossen grotendeels verdwenen.:3 In Mullet Pond bevinden zich 70% van de mangrovebossen van het Nederlandse deel van het eiland. Tevens zijn de zeegrasbedden van het meer nog intact. Omdat de nabijgelegen stranden Mullet Bay Beach en Cupecoy Beach zich ontwikkelen tot nieuwe toeristische trekpleisters, en het meer al omringd is door een 18 hole-golfbaan, is het meer beschermd als een Ramsargebied. Het heeft geen IUCN classificatie.
In de jaren 1970 was de Caribische lamantijn voor het laatst gesignaleerd in Mullet Pond.:5 Rond het meer komt de Fofoti-boom voor, die in Sint Maarten bedreigd is. De hagedis anolis pogus komt alleen nog maar in Mullet Pond voor. Ook de bedreigde soepschildpad gebruikt het meer als voedergebied. De bedreigingen zijn niet beperkt tot mensen, want de invasieve gewone koraalduivel is op het meer actief.
In 2017 werd Sint Maarten getroffen door de orkaan Irma. Jachten werden illegaal in Mullet Pond verankerd, maar vaak tevergeefs, omdat ze toch zonken. In juni 2021 waren er 58 wrakken uit Mullet Pond en Simponsbaailagune verwijderd, maar er waren aan de Nederlandse kant nog 120 bekende wrakken.